# منتخب الهند الغربية للكريكت
منتخب الهند الغربية للكريكت هو المنتخب الذي يمثل جزر الهند الغربية في المنافسات الدولية لرياضة الكريكت، والذي يقوم إتحاد الهند الغربية للكريكت بإدارة شؤونه ،يعتبر من أقوى منتخبات الكريكت في العالم حيث تمكن من الفوز بكأس العالم للكريكيت مرتين. يحتل حالياً المركز الثامن في التصنيف العالمي لمنتخبات الكريكت، ويمثل هذا المنتخب 15 دولة ناطقة بالإنجليزية في البحر الكاريبي 

## الدول الأعضاء والتبعيات
الفريق الحالي يمثل:
- قائمة الدول
  -  أنتيغوا وباربوداL
  -  باربادوس
  -  دومينيكاW
  -  غريناداW
  -  غويانا
  -  جامايكا
  -  سانت كيتس ونيفيس[ا]
    - قالب:بيانات بلد NevisL
    - قالب:بيانات بلد Saint KittsL

  -  سانت لوسياW
  -  سانت فينسنت والغرينادينW
  -  ترينيداد وتوباغو
- مملكة هولندا of the  Kingdom of the Netherlands
  -  سينت مارتنL
- أقاليم ما وراء البحار البريطانية لـ  المملكة المتحدة
  -  أنجويلاL
  -  الجزر العذراء البريطانيةL
  -  مونتسراتL
- تبعيات الولايات المتحدة الأمريكية لـ  الولايات المتحدة
  -  جزر العذراء الأمريكيةL

L = مشارك في Leeward Islands team ‏ وعضو في Leeward Islands Cricket Association
W = مشارك في Windward Islands team ‏ وعضو في Windward Islands Cricket Board of Control

## الأماكن
استخدمت الملاعب الإحدى عشرة التالية لمباراة اختبار واحدة على الأقل. عدد الاختبارات التي أُجريت في كل مكان متبوعًا بعدد One Day Internationals وعشرين 20 لاعبًا دوليًا جرى لعبهم في ذلك المكان بين قوسين اعتبارًا من 2 أبريل 2021:
- كوينز بارك أوفال - بورت أوف سبين، ترينيداد (61/70/6): استضافت كوينز بارك أوفال مباريات تجريبية أكثر من أي ملعب آخر في منطقة البحر الكاريبي واستضافت أول مباراة تجريبية في عام 1930. تعتبر الأرض واحدة من أكثر أماكن خلابة في عالم الكريكيت تتميز بمنظر سلسلة جبال ترينيداد الشمالية. تبلغ سعتها أكثر من 18000.
- Kensington Oval - بريدجتاون، باربادوس (54/41/18): استضافت Kensington Oval أول مباراة اختبار في المنطقة في عام 1930 وتم الاعتراف بها على أنها «مكة» للكريكيت في جزر الهند الغربية. وقد تمت زيادة سعتها من 15.000 إلى 28.000 في كأس العالم 2007 وإلى سعتها الحالية البالغة 11.000 بعد كأس العالم. وقد استضافت نهائيات كأس العالم للكريكيت لعام 2007 - نهائي كأس العالم للكريكيت لعام 2007، الذي فازت به أستراليا على سريلانكا، ونهائي العالم العشرين لعام 2010، الذي فازت به إنجلترا على أستراليا.

بوردا - جورج تاون، غيانا (30/11/0): استضافت بوردا أول مباراة تجريبية في عام 1930. كانت ملعب الاختبار الوحيد في أمريكا الجنوبية (حتى استخدام بروفيدنس)، والوحيد تحت مستوى سطح البحر ومعه الخندق المائي (لمنع الملعب من الفيضانات المتكررة). تبلغ سعتها حوالي 22000. تذكرت بغزو الملعب خلال أبريل 1999، يوم واحد دولي بين أستراليا وجزر الهند الغربية، مع أستراليا بحاجة إلى 3 أشواط للتعادل و4 للفوز بالكرة الأخيرة، غزو الملعب على نطاق كامل، أدى إلى اعتبار المباراة التعادل، بسبب سرقة جذوع الأشجار قبل أن يؤدي فريق الهند الغربية إلى نفاد.
- سابينا بارك - كينغستون، جامايكا (54/38/3): استضاف سابينا بارك لأول مرة مباراة اختبارية في عام 1930. تشكل الجبال الزرقاء المشهورة بقهوتها الخلفية. لعبت سابينا بارك دور المضيف لـ Garry Sobers الذي كان الرقم القياسي العالمي آنذاك 365 لم يخرج. في عام 1998، تم التخلي عن الاختبار ضد إنجلترا هنا في يوم الافتتاح لأن الملعب كان خطيرًا للغاية. تبلغ سعتها 15000.
- ملعب أنتيغوا للاستجمام - سانت جونز، أنتيغوا (22/11/0): استضافت ملعب أنتيغوا الترفيهية لأول مرة اختبارًا في عام 1981. وقد تم تسجيل ثلاثة قرون اختبار ثلاثية على هذه الأرض: كريس جايل 317 في 2005، وسجل بريان لارا القياسي العالمي 375 في 1994 و400 خارج في 2004. تمت إزالة الملعب التاريخي من قائمة الملاعب التي تستضيف المباريات الدولية في يونيو 2006، لإفساح المجال لملعب الكريكيت الجديد بالجزيرة، الذي يجري بناؤه على بعد 3 أميال خارج العاصمة ومن المتوقع أن يكتمل في حان الوقت لاستضافتها لمباريات كأس العالم للكريكيت 2007. ومع ذلك، بعد مباراة الاختبار المهجورة بين إنجلترا وجزر الهند الغربية في فبراير 2009 في ملعب نورث ساوند الجديد، عاد اختبار الكريكيت إلى ARG.

Arnos Vale - Arnos Vale ، Kingstown ، St Vincent (3/23/2): استضاف ملعب Arnos Vale المعروف أيضًا باسم The Play Fields اختبارًا لأول مرة في عام 1997.
- ملعب الكريكيت الوطني - سانت جورج، غرينادا (25/3/6): استضافت كوينز بارك، غرينادا اختبارًا لأول مرة في عام 2002.
- ملعب دارين سامي الوطني للكريكيت - جزيرة جروس، سانت لوسيا (9/26/17): استضاف ملعب بوسيجور للكريكيت في الأصل اختبارًا في عام 2003. وتبلغ سعته 12000. كان هذا أول ملعب في منطقة البحر الكاريبي يستضيف مباراة كريكيت نهارية. كانت المباراة بين جزر الهند الغربية وزيمبابوي. كان من المقرر أن تلعب نيوزيلندا اختبارًا في عام 2014 للاحتفال بالعودة إلى اختبار الكريكيت بعد انقطاع دام 8 سنوات. بعد انتصار جزر الهند الغربية في مسابقة World Twenty20 لعام 2016، أعادت حكومة سانت لوسيان تسمية المكان على اسم القبطان سامي، وهو مواطن من سانت لوسيان، مع وجود جناح آخر في سانت لوسيان - جونسون تشارلز - على شرفه بعد مشاركته أيضًا من فرق بطولة 2012 و2016.
- استاد وارنر بارك - باستير، سانت كيتس (3/18/8): استضاف مجمع وارنر بارك الرياضي أول مباراة دولية له في يوم واحد في 23 مايو 2006 وأول مباراة تجريبية في 22 يونيو 2006. تبلغ سعة الملعب الدائمة 8000 متفرج، مع أحكام لأكشاك مؤقتة لتمكين رقم الاستضافة من تجاوز 10000.
- استاد بروفيدنس - جورج تاون، غيانا (21/2/7): استضاف ملعب بروفيدنس أول مباراة دولية ليوم واحد في 28 مارس 2007 لكأس العالم للكريكيت 2007 وأول مباراة تجريبية في 22 مارس 2008. يتمتع الملعب بسعة دائمة 15000، وستستضيف اختبار الكريكيت بدلاً من بوردا.
- ملعب السير فيفيان ريتشاردز - نورث ساوند، أنتيغوا (10/20/4): استضاف ملعب السير فيف ريتشاردز أول ملعب دولي ليوم واحد في 27 مارس 2007 لكأس العالم للكريكيت 2007 وأول مباراة تجريبية لها في 30 مايو 2008. الملعب بسعة دائمة تبلغ 10000، ومن المقرر أن تستضيف لعبة الكريكيت التجريبية بدلاً من ملعب أنتيغوا للاستجمام.
- ملعب وندسور بارك - روسو، دومينيكا (5/4/2): Windsor Park هو ملعب آخر لفريق West Indian. بدأ البناء لأول مرة في عام 2005، وافتتح أخيرًا في أكتوبر 2007، بعد فوات الأوان لاستخدامه كمكان لكأس العالم للكريكيت 2007. تستضيف لعبة الكريكيت من الدرجة الأولى واستضافت اختبارها الأول في 6 يوليو 2011 ضد الهند، ومع ذلك فقد عقدت أول يوم واحد دولي لها في 26 يوليو 2009. تتسع لـ 12000 مقعد.

تم استخدام ثلاث ملاعب أخرى لـ One Day Internationals، أو Twenty20 Internationals ولكن ليس مباريات الاختبار.

## تاريخ البطولة

### بطولة ICC العالمية للاختبار
| ICC World Test Championship record ‏ |              |              |              |              |              |              |              |              |              |              |              |              |              |              |              |                     |       |                |
| سنة                                 | League stage | League stage | League stage | League stage | League stage | League stage | League stage | League stage | League stage | League stage | League stage | League stage | League stage | League stage | League stage | Final Host          | Final | Final Position |
| سنة                                 | Pos          | Series       | Series       | Series       | Series       | Matches      | Matches      | Matches      | Matches      | Matches      | PC           | PCT          | RpW Ratio    | Ded          | Pts          | Final Host          | Final | Final Position |
| سنة                                 | Pos          | P            | W            | L            | D            | P            | W            | L            | D            | T            | PC           | PCT          | RpW Ratio    | Ded          | Pts          | Final Host          | Final | Final Position |
| 2019-21                             | 8/9          | 6            | 1            | 4            | 1            | 13           | 3            | 8            | 2            | 0            | 720          | 26.9%        | 0.661        | 6            | 194          | Rose Bowl ‏, England | DNQ   | 8th            |
| 2021-23                             |              |              |              |              |              |              |              |              |              |              |              |              |              |              |              |                     |       |                |

### كأس العالم للكريكيت
| كأس العالم للكريكت | كأس العالم للكريكت | كأس العالم للكريكت | كأس العالم للكريكت | كأس العالم للكريكت | كأس العالم للكريكت | كأس العالم للكريكت | كأس العالم للكريكت | كأس العالم للكريكت |           |
| Year               | Round              | Position           | GP                 | W                  | L                  | T                  | NR                 |                    |           |
| ------------------ | ------------------ | ------------------ | ------------------ | ------------------ | ------------------ | ------------------ | ------------------ | ------------------ | --------- |
| 1975 ‏              | Champions          | 1/8                | 5                  | 5                  | 0                  | 0                  | 0                  |                    |           |
| 1979 ‏              | Champions          | 1/8                | 5                  | 4                  | 0                  | 0                  | 1                  |                    |           |
| 1983 ‏              | Runners-up         | 2/8                | 8                  | 6                  | 2                  | 0                  | 0                  |                    |           |
| 1987 ‏              | Round 1            | 5/8                | 6                  | 3                  | 3                  | 0                  | 0                  |                    |           |
| 1992               | Round 1            | 6/9                | 8                  | 4                  | 4                  | 0                  | 0                  |                    |           |
| 1996               | Semi-finals        | 4/12               | 7                  | 3                  | 4                  | 0                  | 0                  |                    |           |
| 1999               | Round 1            | 7/12               | 5                  | 3                  | 2                  | 0                  | 0                  |                    |           |
| 2003               | Round 1            | 7/14               | 6                  | 3                  | 2                  | 0                  | 1                  |                    |           |
| 2007               | Super 8            | 6/16               | 10                 | 5                  | 5                  | 0                  | 0                  |                    |           |
| 2011 ‏              | Quarter-finals     | 8/14               | 7                  | 3                  | 4                  | 0                  | 0                  |                    |           |
| 2015               | Quarter-finals     | 8/14               | 7                  | 3                  | 4                  | 0                  | 0                  |                    |           |
| 2019               | Group stage        | 9/10               | 9                  | 2                  | 6                  | 0                  | 1                  |                    |           |
| 2023               | Qualified          | Qualified          | Qualified          | Qualified          | Qualified          | Qualified          | Qualified          | Qualified          | Qualified |
| Total              | 2 Titles           | NA                 | 80                 | 43                 | 35                 | 0                  | 2                  |                    |           |

### كأس العالم ICC T20
| آي سي سي وورلد توينتي 20 | آي سي سي وورلد توينتي 20 | آي سي سي وورلد توينتي 20 | آي سي سي وورلد توينتي 20 | آي سي سي وورلد توينتي 20 | آي سي سي وورلد توينتي 20 | آي سي سي وورلد توينتي 20 | آي سي سي وورلد توينتي 20 |
| Year                     | Round                    | Position                 | GP                       | W                        | L                        | T                        | NR                       |
| ------------------------ | ------------------------ | ------------------------ | ------------------------ | ------------------------ | ------------------------ | ------------------------ | ------------------------ |
| 2007 ‏                    | Group stage              | 11/12                    | 2                        | 0                        | 2                        | 0                        | 0                        |
| 2009 ‏                    | Semi-finals              | 4/12                     | 6                        | 3                        | 3                        | 0                        | 0                        |
| 2010 ‏                    | Super 8                  | 6/12                     | 5                        | 3                        | 2                        | 0                        | 0                        |
| 2012 ‏                    | Champions                | 1/12                     | 7                        | 3                        | 2                        | 1                        | 1                        |
| 2014 ‏                    | Semi-finals              | 3/16                     | 5                        | 3                        | 2                        | 0                        | 0                        |
| 2016 ‏                    | Champions                | 1/16                     | 6                        | 5                        | 1                        | 0                        | 0                        |
| 2021 [الإنجليزية]        | Super 12's               | 9/16                     | 5                        | 1                        | 4                        | 0                        | 0                        |
| 2022                     | Qualified                |                          |                          |                          |                          |                          |                          |
| Total                    | 6/6                      | 2 titles                 | 36                       | 18                       | 16                       | 1                        | 1                        |